# Gerald Fried
Pour les articles homonymes, voir Fried.
Gerald Fried est un compositeur américain de musiques de films, né le 13 février 1928 à New York, New York (États-Unis) et mort le 17 février 2023 à Bridgeport, Connecticut (États-Unis).

## Biographie
Né et élevé dans le Bronx, à New York, Gerald Fried a fréquenté la Juilliard School of Music. Il a ensuite fréquenté l'École de musique et d'art de Manhattan (en), où il a obtenu son diplôme en 1945. Il a commencé à écrire des musiques de film, lorsqu'il a composé les partitions de cinq des premiers films de Stanley Kubrick, de Day of the Fight jusqu'aux Sentiers de la Gloire.
Après avoir déménagé à Los Angeles, il a composé et à arrangé la musique de films tels que Terreur au Texas (Terror in a Texas Town) de Joseph H. Lewis, sorti en 1958 et de séries télévisées telles que Des agents très spéciaux (The Man from U.N.C.L.E., en collaboration avec Lalo Schifrin et Robert Drasnin, ainsi que quelques épisodes spécifiques de la série Star Trek, notamment l'épisode Le Mal du pays (Amok Time). La musique de cet épisode, composée par Gerald Fried fut réutilisée par la suite dans de nombreux épisodes. La musique de la scène de combat réapparaît dans les scènes d'action des épisodes Guerre et Magie, Nous, le peuple, Les Enchères de Triskelion et Sur les chemins de Rome,. Elle fut réutilisée de nombreuses fois dans les hommages et les parodies, notamment dans la scène de combat médiéval du film de 1996 Disjoncté et dans l'un des épisodes des Simpsons. Le compositeur Michael Giacchino y rendra hommage dans sa composition pour le film Star Trek Into Darkness. La partition de Gerald Fried inclut aussi le thème de Spock, composé lui aussi pour cet épisode et joué par le bassiste Barney Kessel. Il réapparaît dans les épisodes Le Korrigan et Un tour à Babel. Parmi ses thèmes composés pour la télévision, on peut encore citer son intro inspirée du jazz pour la série western Shotgun Slade (en).
Gerald Fried est également connu pour sa collaboration avec Quincy Jones sur leur partition primée aux Emmy Awards pour la mini-série Racines (Roots) de 1977, réalisée par Marvin J. Chomsky, John Erman, Gilbert Moses et David Greene, créée d'après le roman éponyme d'Alex Haley et diffusée entre le 23 et le 30 janvier 1977 sur ABC.
Fried a également arrangé l'album de The Markko Polo Adventurers « Orienta (en) » de style Exotica, sorti en 1959. L'album utilise une combinaison d'effets sonores et de musique d'inspiration asiatique pour raconter des scènes humoristiques
Il a remporté le Golden Pine Award pour l'ensemble de son œuvre au Festival international de musique de film de Samobor en 2013, en même temps que Ryuichi Sakamoto et Clint Eastwood.
Gerald Fried meurt d'une pneumonie à Bridgeport, dans le Connecticut, le 17 février 2023, quatre jours après son 95e anniversaire.

## Vie privée
En décembre 1987, il perd son fils Zachary, âgé de 5 ans, né de son mariage avec Anita Hall, en raison du Sida, à cause du sang contaminé fourni par une banque du sang. Son scénario et sa pièce de théâtre Morningtime Train sont basés sur cette douloureuse expérience. Les dessins d'enfance de Zachary ont été utilisés sur des T-shirts lors de collectes de fonds pour la Elizabeth Glaser Pediatric AIDS Foundation (en). 
Gerald Fried a eu quatre autres enfants, avec sa première épouse Judith Pines : Daniel, Deborah, Jonathan et Joshua, tous nés dans les années 1950.

## Filmographie

### Cinéma
- 1951 : Day of the Fight de Stanley Kubrick
- 1953 : Fear and Desire de Stanley Kubrick
- 1955 : Le Baiser du tueur (Killer's Kiss) de Stanley Kubrick
- 1956 : L'Ultime Razzia (The Killing) de Stanley Kubrick
- 1957 : Bayou de Harold Daniels
- 1957 : The Vampire de Paul Landres
- 1957 : Femme d'Apache (Trooper Hook) de Charles Marquis Warren
- 1957 : Dino de Thomas Carr
- 1957 : Les Sentiers de la gloire (Paths of Glory) de Stanley Kubrick
- 1958 : Gangster no 1 (I Mobster) de Roger Corman
- 1958 : Le Retour de Dracula (The Return of Dracula) de Paul Landres
- 1958 : Le Bagarreur du Montana (Man from God's Country) de Paul Landres
- 1958 : Le Retour du satellite (The Flame Barrier) de Paul Landres
- 1958 : Mitraillette Kelly (Machine-Gun Kelly) de Roger Corman
- 1958 : J'enterre les vivants (I Bury the Living) d'Albert Band
- 1958 : The Cry Baby Killer de Jus Addiss
- 1958 : Curse of the Faceless Man d'Edward L. Cahn
- 1958 : Terror in a Texas Town de Joseph H. Lewis
- 1958 : The Lost Missile de Lester Wm. Berke et William Berke
- 1959 : High School Big Shot (en) de Joel Rapp
- 1959 : Tombouctou (Timbuktu) de Jacques Tourneur
- 1959 : Le Révolté (Cast a Long Shadow) de Thomas Carr
- 1961 : Un vent froid en été (en) (A Cold Wind in August) d'Alexander Singer
- 1961 : Twenty Plus Two de Joseph M. Newman
- 1961 : La Farfelue de l'Arizona (The Second Time Around) de Vincent Sherman
- 1962 : Le Cabinet du docteur Caligari (The Cabinet of Caligari) de Roger Kay
- 1964 : Le Procès de Julie Richards (One Potato, Two Potato) de Larry Peerce
- 1965 : Deathwatch (en) de Vic Morrow
- 1966 : Un de nos espions a disparu (One of Our Spies Is Missing) de E. Darrell Hallenbeck
- 1966 : Un espion de trop (One Spy Too Many) de Joseph Sargent
- 1967 : Les S.R. passent à l'attaque (Danger Has Two Faces) de John Newland
- 1967 : Tueurs au karaté (The Karate Killers) de Barry Shear
- 1968 : Faut-il tuer Sister George ? (The Killing of Sister George) de Robert Aldrich
- 1969 : Qu'est-il arrivé à tante Alice ? (What Ever Happened to Aunt Alice?) de Lee H. Katzin
- 1970 : Trop tard pour les héros (Too Late the Hero) de Robert Aldrich
- 1971 : The Enchanted Years de Nicolas Noxon (en)
- 1971 : Pas d'orchidées pour miss Blandish (The Grissom Gang) de Robert Aldrich
- 1973 : The Baby de Ted Post
- 1974 : Les oiseaux le font, les abeilles aussi (Birds Do It, Bees Do It) de Nicolas Noxon (en) et Irwin Rosten (en)
- 1976 : Survivre (Supervivientes de los Andes) de René Cardona
- 1976 : Milice privée (Vigilante Force) de George Armitage
- 1979 : The Bell Jar (en) de Larry Peerce

### Télévision
- 1955 : Gunsmoke (série télévisée)
- 1959 : Shotgun Slade (série télévisée)
- 1964 : National Geographic Specials (série télévisée)
- 1964 : Des agents très spéciaux (The Man from U.N.C.L.E.) (série télévisée)
- 1964 : L'Île aux naufragés (Gilligan's Island) (série télévisée)
- 1966 : The Man Who Never Was (série télévisée)
- 1966 : Cher oncle Bill (Family Affair) (série télévisée)
- 1966 : Mission impossible (Mission: Impossible) (série télévisée)
- 1966 : Star Trek (série télévisée)
- 1967 : Mr. Terrific (série télévisée)
- 1967 : La Nonne volante (The Flying Nun) (série télévisée)
- 1967 : Mannix (série télévisée)
- 1972 : Le Sixième Sens (The Sixth Sense) (série télévisée)
- 1974 : Sergent Anderson (Police Woman) (série télévisée)
- 1975 : I Will Fight No More Forever
- 1976 : Executive Suite (en) (série télévisée)
- 1976 : Francis Gary Powers: The True Story of the U-2 Spy Incident
- 1977 : Racines (Roots) (feuilleton télévisé)
- 1977 : The Spell
- 1977 : Testimony of Two Men (feuilleton télévisé)
- 1977 : Sex and the Married Woman
- 1978 : Roots: One Year Later
- 1978 : Cruise Into Terror
- 1978 : Maneaters Are Loose!
- 1978 : The Beasts Are on the Streets
- 1978 : Rescue from Gilligan's Island (en)
- 1978 : The Immigrants
- 1978 : Greatest Rescues of Emergency!
- 1979 : The Incredible Journey of Doctor Meg Laurel (en)
- 1979 : Racines 2 (Roots: The Next Generations) (feuilleton télévisé)
- 1979 : The Rebels
- 1979 : The Castaways on Gilligan's Island (en)
- 1979 : Son-Rise: A Miracle of Love
- 1979 : Breaking Up Is Hard to Do
- 1979 : Disaster on the Coastliner (en)
- 1979 : The Seekers
- 1980 : The Chisholms (série télévisée)
- 1980 : The Ordeal of Dr. Mudd
- 1980 : Gauguin the Savage
- 1980 : Flamingo Road
- 1980 : The Silent Lovers
- 1980 : Condominium
- 1980 : The Wild and the Free
- 1981 : Flamingo Road (série télévisée)
- 1981 : Dynastie (Dynasty) (série télévisée)
- 1981 : The Harlem Globetrotters on Gilligan's Island (en)
- 1982 : Un meurtre est-il facile ? (Murder Is Easy)
- 1983 : The Return of the Man from U.N.C.L.E.
- 1983 : Le Crime dans le sang (A Killer in the Family)
- 1984 : The Mystic Warrior (en)
- 1985 : Embassy
- 1987 : Napoleon and Josephine: A Love Story (feuilleton télévisé)
- 1988 : Drop-Out Mother